# Stanisław Florian Suffczyński
Stanisław Florian (Flawian) Suffczyński herbu Szeliga (zm. 1737) – podczaszy łukowski w latach 1732–1734, pisarz grodzki lubelski w latach 1732–1737, marszałek Trybunału Głównego Koronnego w Piotrkowie w 1732 roku, starosta zbuczyński w 1733 roku.
Jako deputat i poseł województwa lubelskiego na sejm elekcyjny podpisał pacta conventa Stanisława Leszczyńskiego w 1733 roku.